# Kasuga
Kasuga (春日市, Kasuga-shi) est une ville située dans la préfecture de Fukuoka, sur l'île de Kyūshū, au Japon.

## Géographie

### Situation
Kasuga est située dans l'ouest de la préfecture de Fukuoka, au sud-est de la ville de Fukuoka.

### Démographie
En avril 2020, la population de Kasuga s'élevait à 113 379 habitants, répartis sur une superficie de 14,15 km2.

## Histoire
Kasuga a acquis le statut de ville en 1972.

## Transports
Kasuga est desservie par les lignes ferroviaires Kagoshima (JR Kyushu), Hakata-Minami (JR West) et Tenjin Ōmuta (Nishitetsu).

## Personnalité liée à la municipalité
- Yū Aoi (née en 1985), actrice